# Выборы губернаторов в США (2024)
Губернаторские выборы в Соединённых Штатах запланированы на 5 ноября 2024 года в 11 штатах и двух территориях. Предыдущие губернаторские выборы в этой группе штатов состоялись в 2020 году, за исключением Нью-Гэмпшира и Вермонта, где губернаторы избираются только на двухлетний срок в 2022 году. В дополнение к выборам губернаторов штатов, на территориях Американского Самоа и Пуэрто-Рико также пройдут выборы своих губернаторов. Выборы пройдут одновременно с президентскими выборами 2024 года, выборами в Палату представителей и Сенат, а также многочисленными выборами в штатах и местные органы власти. Это будет первый избирательный цикл с 2017 года, когда ни один из действующих губернаторов-демократов не будет баллотироваться на переизбрание. С учётом основного поражения губернатора Пуэрто-Рико Педро Пьерлуиси, это также первый с 2020 года цикл, в ходе которого действующий губернатор проиграл повторные выборы, также в Пуэрто-Рико.

## Предыстория
Губернатор выступает главой исполнительной власти штата, а также осуществляет командование Национальной гвардией штата и обладает значимыми полномочиями в сфере федеральных выборов. В общей сложности в США насчитывается 50 губернаторов штатов. Кроме того, имеются губернаторы пяти территорий и мэр Федерального округа Колумбия, некоторые полномочия которого ограничиваются Конгрессом. По состоянию на ноябрь 2024 года в 27 штатах губернаторы — республиканцы, в 23 — демократы, в трёх территориях — демократы, в Федеральном округе Колумбия — мэр-демократ, губернатор Пуэрто-Рико — член местной партии, обычно сотрудничающей с Демократической, один губернатор (Марианские острова) является независимым.

## Результаты

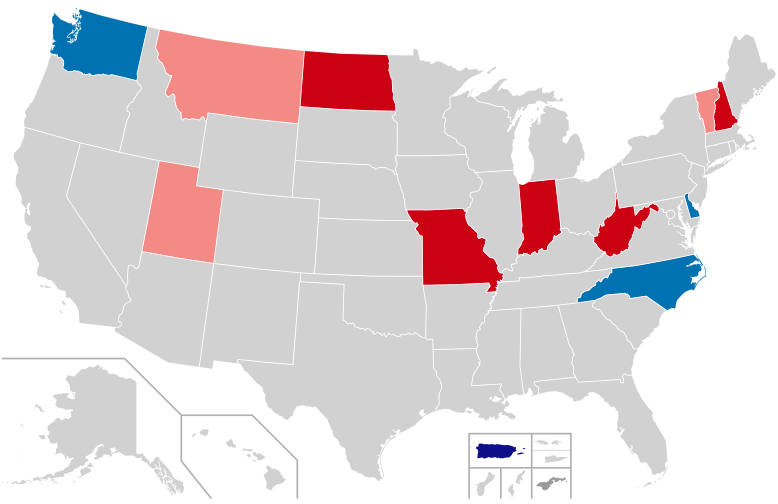
🟦Демократ с ограниченным сроком полномочий или уходящий в отставку 🟥Действующий республиканец 🟧Республиканец с ограниченным сроком полномочий или уходящий в отставку 🟦Новый прогрессивный действующий президент проиграл повторное выдвижение

| Партия                   | Кандидат      | Голоса    | %      | +/-%   |
| ------------------------ | ------------- | --------- | ------ | ------ |
| 🟦Демократическая партия | Джош Стайн    | 3,069,496 | 54.90% | +3,38% |
| 🟥Рспубликанская партия  | Марк Робинсон | 2,241,309 | 40,08% | -6,93% |
| 🟨Либертарианская партия | Майк Росс     | 176,392   | 3,15%  |        |
| 🟪Конституционная партия | Винни Смит    | 54,738    | 0,98%  |        |
| 🟩Зеленая партия         | Уэйн Тернер   | 49,612    | 0,89%  |        |

|  |  |  |  |
|  |  |  |  |
|  |  |  |  |